# Estado multinacional
Um estado multinacional é um estado soberano que abacar dois ou mais estados ou nações, em oposição a um um estado-nação, onde uma única nação (comunidade étnico-linguistica) representa a maior parte da população. Dependendo da definição de "nação" (que diz respeito à etnia, idioma e identidade política), um estado multinacional também pode ser considerado multicultural ou multilíngue.
Exemplos atuais de estados multinacionais são Afeganistão, Bélgica, Bolívia, Bósnia e Herzegovina, Brasil, Canadá, China, Etiópia, França, Índia, Indonésia, Iraque, Madagascar, Malásia, Maurício, Montenegro, Nigéria, Paquistão, Filipinas, Rússia, Sérvia, Singapura, África do Sul, Espanha, Sri Lanka, Suriname, Suíça, Reino Unido e Estados Unidos . Exemplos de estados multinacionais históricos que desde então se dividiram e se tornaram outros  estados soberanos incluem o Império Otomano, Índia Britânica, Tchecoslováquia, Império do Japão, União Soviética, Iugoslávia e Áustria-Hungria (uma monarquia conjunta de dois estados multinacionais). Alguns analistas descrevem a União Europeia como um estado multinacional ou em vias de tornar-se um.